# アンドレルトン・シモンズ
アンドレルトン・A・シモンズ（Andrelton A. Simmons, 1989年9月4日 - ）は、オランダ領アンティルのキュラソー島ムンドノボ出身のプロ野球選手（遊撃手）。右投右打。愛称はシンバ、シモーン。

## 経歴

### プロ入り前
1989年に当時のオランダ領アンティル、キュラソー島ウィレムスタット近郊のムンドノボで生まれる。アンドレルトン（Andrelton）という名は、警察官の父エルストン（Elston）、薬局で働く母ミレラ（Myrella）、兄アンドリー（Andley）の3人の名から3文字ずつとったものである。野球を始めたのは7歳のとき。ちょうどシモンズが7歳になった1996年、メジャーリーグベースボール（MLB）ではキュラソー島出身のアンドリュー・ジョーンズが19歳でデビューし、同年10月のワールドシリーズで2打席連続本塁打を放つなどの活躍を見せていた。シモンズは、ジョーンズの存在について「誰もが彼のようになりたがった。自分にとっては大きなことだったし、同世代の子どもたちにとってもそうだったと思う」と話す。また、キュラソー島はベネズエラの近くにあるため、幼少期は同国冬季リーグ "リーガ・ベネソラーナ・デ・ベイスボル・プロフェシオナル" をよく観ていた。兄アンドリーがレオネス・デル・カラカスのファンだったことへの対抗心から、自身はそのライバル球団ナベガンテス・デル・マガジャネスのファンになった。
のちにメジャーリーガーとなる選手たちとは幼少期からの顔なじみで、特にディディ・グレゴリウスとは同じチームで二遊間を10年にわたって組み、同じ学校にも通っていた。ジョーンズが故郷キュラソー島で少年野球大会を創設すると、その第1回大会で優勝したのがシモンズとグレゴリウスを擁するチームだった。同じリーグにはジョナサン・スコープがいて、3人の名前が並んだ高打率ランキングが新聞に載ったこともあったし、ケンリー・ジャンセンやジェイアー・ジャージェンスともプレイしたことがある。シモンズが内野手ではなく投手として登板する際、捕手として投球を受けていたのがジャンセンだった。また、近所の公園でサッカーやバスケットボールに興じる仲間にはジュリクソン・プロファーもいた。MLBでは、アメリカ合衆国とカナダの2か国を除く国・地域でプレイするアマチュア選手は16歳から球団と契約することが可能であり、彼らも続々とプロ入りしていく。2003年5月にはジャージェンスがデトロイト・タイガースと、2004年11月にはジャンセンがロサンゼルス・ドジャースと、2007年8月にはグレゴリウスがシンシナティ・レッズと、それぞれ17歳時に契約した。しかし彼らと一緒にプレイしていたシモンズは、その後も満足のいく契約の申し出をMLB球団から受けることはなかった。14歳の時点で300ft（約91.4m）の遠投をこなすほど強肩だったが、体重140lb（約63.5kg）と体が細く、打球が外野まで飛ぶことがなかなかないのが課題だった。2008年7月にはオランダ領アンティル代表の一員としてヨーロッパ・オランダへ遠征し、第24回ハーレムベースボールウィークに出場する。ただMLB入りが叶わなかったことで「野球ではできることはやりきった」という思いにかられ、セミプロのサッカー選手という進路も頭をよぎっていた。
転機となったのは、カート・ラッセルとの出会いである。ラッセルはアメリカ合衆国オクラホマ州アルタスにあるコミュニティ・カレッジのウェスタン・オクラホマ州立大学（WOSC）で野球部監督を務めており、選手勧誘のためにキュラソー島を訪れていた。WOSCは全米短期大学体育協会に加盟し、野球ではディビジョンII（2部）に参加している。4年制のスポーツ強豪校が集う全米大学体育協会のディビジョンI（1部）と比べると、注目度で劣る環境である。ただWOSCはラッセルの下、南部のオクラホマ州から遠く離れた北東部やラテンアメリカの選手に着目し、学校が出す野球奨学金に加えて連邦政府による低所得世帯向けのペル奨学金も活用して選手を集め、MLB球団のスカウトにも知られる存在となっていた。ラッセルは帰国直前に地元の関係者から「遊撃手でなかなかいいのがいるよ、アンドレルトンっていうんだけど」と、高校を卒業し事務員として働いていたシモンズを紹介された。ラッセルはシモンズと45分ほど打撃練習を行いスウィングの問題点を指摘してから、父エルストンに「体の鍛え方と打撃を教えさせてくれないか。守備が非常にいいので、今よりずっと上のレベルを目指せる」と声をかけ、シモンズをWOSCへ入学させることにした。当時のシモンズは、オクラホマ州がどこにあるのかも知らなかった。
2009年、シモンズは渡米した。同年夏はまず、カナダのサスカチュワン州で開催されるサマーリーグに参加した。ある日の夜の試合で初めて出場すると、翌日にはインターネット中継の実況アナがシモンズのことを "魔法使い" と呼ぶなど、当時から守備の上手さは抜きん出ていた。WOSCでは体づくりに着手し、体重を25lb（約11.3kg）増やした。WOSCでの最初のシーズンとなった2010年、シモンズは遊撃手と抑え投手を兼任した。開幕前に足を骨折したため一定期間の欠場を強いられたが、打者としては38試合で打率.472・7本塁打・40打点、投手としては19.2イニングで31奪三振・防御率1.42を記録した。コミュニティ・カレッジなど2年制大学の選手は1年目のシーズン終了後にMLBドラフトの指名対象となるため、一部のMLB球団がこの年6月のドラフト指名候補としてシモンズを調査するようになった。特に速球が最速98mph（約157.7km/h）に達したことから、調査する球団のほとんどは主に投手として考えていた。ラッセルは遊撃手としてのシモンズを高く評価していたし、シモンズ自身も遊撃手を希望していたが、上位指名検討の旨を彼に伝えてきた球団が4つあり、そのいずれもが投手としての指名を念頭に置いていた。ドラフトでは、アトランタ・ブレーブスが2巡目・全体70位でシモンズを指名した。投手としての指名だったが、シモンズは遊撃手としての起用を書面で確約しない限り契約しないとブレーブスに告げ、球団内では担当スカウトのジェラルド・ターナーが遊撃手として推したため、投手ではなく遊撃手としての入団契約に至った。
なお、このドラフトで指名されたWOSCの選手のうち、のちにメジャー昇格を果たした選手には、シモンズのほかにケイシー・サドラーもいる。投手のサドラーは25巡目・全体747位でピッツバーグ・パイレーツから指名されてプロ入りしており、2019年と2021年にはシモンズとの直接対決も実現している。また、WOSC時代のルームメイトはケビン・ケリーだった。ケリーもキュラソー島出身で、MLB入りはしなかったもののヨーロッパ・オランダのホーフトクラッセなどで野球を続けたのち、ワールド・ベースボール・クラシックやカリビアンシリーズなどの国際大会でシモンズと再びチームメイトになる。

### プロ入りとブレーブス時代

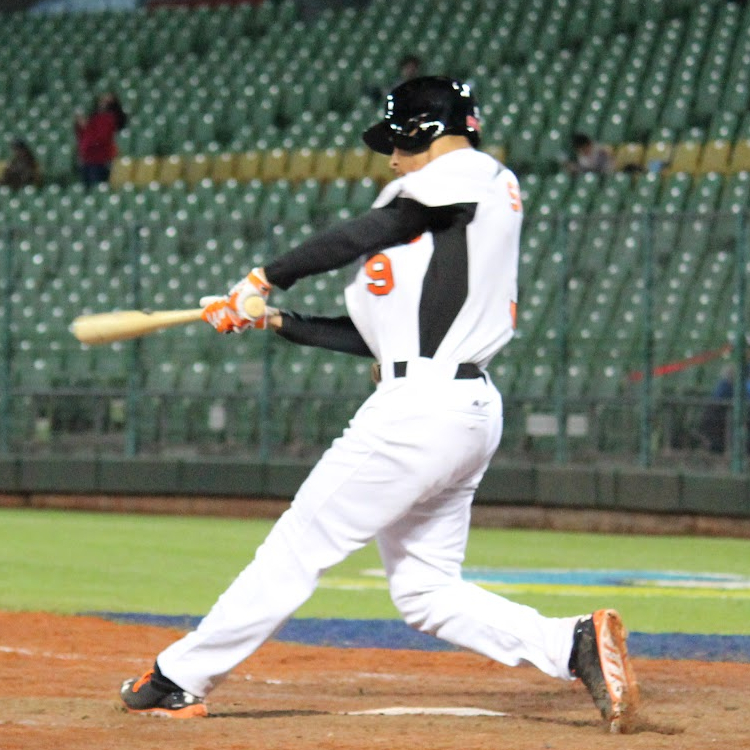
2013年3月の第3回ワールド・ベースボール・クラシック、一次ラウンドB組でオランダ代表の一員として打席に立つ

ドラフト指名後、2010年のシーズン終了まではマイナーリーグベースボールのルーキー級ダンビル・ブレーブスでプレーした。
2011年にはA+級リンチバーグ・ヒルキャッツでプレーし、打率.311でカロライナリーグの首位打者を獲得した。
2012年はAA級ミシシッピ・ブレーブスで開幕を迎え、6月2日のワシントン・ナショナルズ戦でメジャーデビューを果たした。6月は打率.330、3本塁打、14打点を記録してルーキー・オブ・ザ・マンスに選出される。7月8日のフィラデルフィア・フィリーズ戦でヘッドスライディングをした際に右手小指を骨折し、約2ヶ月戦列から離れた。オフにテキサス・レンジャーズからマイク・オルトとのトレードを打診されたが、ブレーブスは即座に拒否した。
2013年開幕前の3月に開催された第3回ワールド・ベースボール・クラシック（WBC）のオランダ代表に選出された。大会では、「1番・遊撃手」としてプレーしてチームの準決勝進出に貢献した。シーズンではフィールディング・バイブル・アワードとゴールドグラブ賞を受賞した。また。プラチナ・ゴールド・グラブも受賞している。
2014年2月20日にブレーブスと総額5800万ドルの7年契約に合意した。シーズンでは、2年連続でフィールディング・バイブル・アワードとゴールドグラブ賞を受賞した。

### エンゼルス時代

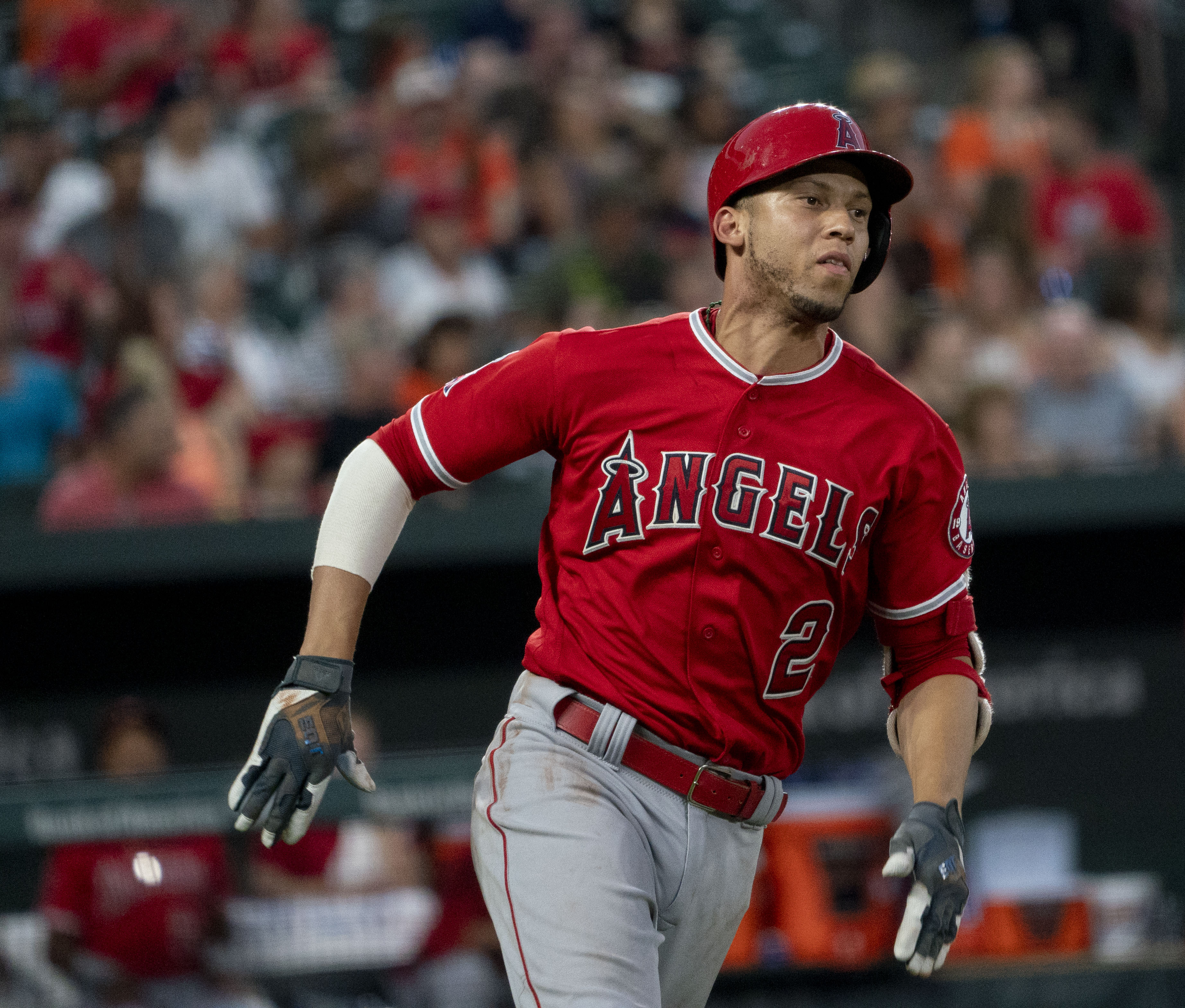
ロサンゼルス・エンゼルス時代（2018年6月29日）

2015年11月12日にエリック・アイバー、ショーン・ニューカム、クリス・エリス+金銭とのトレードで、ホセ・ブリセーニョと共にロサンゼルス・エンゼルスへ移籍した。
2016年はルーキーイヤー以来の規定打席未達ながら124試合に出場。打率.281、4本塁打、44打点、出塁率.324を記録。オフの12月5日に第4回WBCのオランダ代表に選出され、2大会連続2度目の選出を果たした。
2017年開幕前に選出されていた第4回WBCに参加し、全7試合に出場して打率.344（32打数11安打）、3打点などの成績でベスト4に貢献した。シーズンでは、158試合に出場し、打率.278、14本塁打、69打点、19盗塁を記録。守備でも自身3度目のゴールドグラブ賞を受賞し、遊撃手として両リーグで受賞したのは、オマー・ビスケル、オーランド・カブレラに次ぐ史上3人目となった。MVP投票では8位に入った。
2018年は攻守の活躍からマイク・トラウトと共に上位打線に固定されキャリアハイの打率.292、75打点を記録し、自身4度目となるゴールドグラブ賞を獲得。また6度目のフィールディング・バイブル・アワードを獲得し、ヤディアー・モリーナに並ぶ歴代最多タイの受賞となった。
2019年は5月20日のミネソタ・ツインズ戦で左足首の捻挫を負い、約1ヶ月離脱した。復帰後も同箇所を痛め、8月4日に再び故障者リスト入り。8月後半に復帰するも調子を落とし、103試合の出場で打率.264、7本塁打、40打点に留まった。規定試合数に到達しなかったこともあり、守備の各賞を逃した。
2020年は再び左足首を負傷し30試合の出場に留まった。打撃成績は打率.297、10打点だった。オフの11月1日にFAとなった。

### ツインズ時代
2021年1月31日にミネソタ・ツインズと1050万ドルの単年契約を結んだ。この年は131試合に出場したが、打率、出塁率、長打率、OPSがいずれもキャリアワーストに終わった。オフの11月3日にFAとなった。

### カブス時代
2022年3月15日にシカゴ・カブスと400万ドルの単年契約を結んだ。しかし右肩を2度痛めて35試合の出場に留まり、打率.173、0本塁打、7打点と打撃成績も低調。8月6日にDFAとなり7日に自由契約となった。

### カブス退団後
カリブ海沿岸諸国の冬季リーグ王者が集う国際大会のカリビアンシリーズについて、主催団体カリブ海プロ野球連合は2022年5月、2023年2月の第65回大会よりキュラソーのチームを新たに招待することを決めた。キュラソー野球連盟会長イェドレク・マグダレーナはこれを受けて、出場チームは北アメリカのマイナーリーグベースボールでプレイする選手を中心にメジャーリーガーも加えて編成すると表明した。同大会には2022年のキュラソー国内リーグ "全国選手権AAリーグ" を制したワイルドキャッツKJ74が出場することになり、シモンズも招集された。大会6日目はベネズエラ代表レオネス・デル・カラカスとの対戦で、ライバル球団ナベガンテス・デル・マガジャネスのファンだったシモンズにとっては感慨深い一戦となった。その試合には2番・遊撃で先発出場し二塁打1本を含む3安打を放って2度生還したが、チームは6－8で敗戦した。大会全体でチームは2勝5敗の7位に沈み予選ラウンド敗退、シモンズは全7試合に出場して打率.280・1本塁打・3打点・OPS.773を記録した。
カリビアンシリーズの翌月、3月開催の第5回ワールド・ベースボール・クラシック（WBC）ではオランダ代表入りした。チームには同じ遊撃手のザンダー・ボガーツもいたことから、シモンズは遊撃のポジションをボガーツに譲り、自身はMLBで守備に就いた経験のない三塁に回った。6年前の前回大会ではシモンズが正遊撃手となり、ボガーツが三塁に回っていたが、それが今大会では逆転した。シモンズの個人成績は4試合11打数で本塁打と打点はなく2安打4三振、チームは一次ラウンドA組3位で敗退し、3大会連続の決勝トーナメント進出とはならなかった。また6月には総合競技大会の中央アメリカ・カリブ海競技大会にキュラソー代表の一員として出場した。ただこの年はMLB球団と契約することはなく、そのままMLBでのキャリアを終えることを12月に表明した。MLB以外では現役を続行しており、2024年2月には第66回カリビアンシリーズにキュラソー代表キュラソー・サンズの一員として2大会連続の出場を果たした。チームは決勝トーナメント進出を経て4位と前年より順位を上げ、シモンズの個人成績は8試合中6試合の出場で打率.158・0本塁打・0打点・OPS.368だった。
2025年1月、シモンズは新天地にメキシコを選び、夏季リーグ "リーガ・メヒカーナ・デ・ベイスボル" のチワワ・ゴールデンズと契約した。5月21日、チワワはラグナ・ユニオン・コットンファーマーズとの試合に25－6で勝利し、9イニングの試合におけるリーグ史上最多タイの33安打を記録した。この試合でシモンズはチーム最多タイの5安打を放った。シーズンでは88試合に出場し、打率.324・4本塁打・54打点・OPS.811という成績を残した。

## 人物
オランダ語、スペイン語、英語、パピアメント語、フランス語を話すことができる。

## 選手としての特徴
強肩好守の選手として知られる。守備範囲も広く、2017年にDRS+42、通算DRS+198を記録している。

## 詳細情報

### 年度別打撃成績
| 年 度     | 球 団     | 試 合 | 打 席 | 打 数 | 得 点 | 安 打 | 二 塁 打 | 三 塁 打 | 本 塁 打 | 塁 打 | 打 点 | 盗 塁 | 盗 塁 死 | 犠 打 | 犠 飛 | 四 球 | 敬 遠 | 死 球 | 三 振 | 併 殺 打 | 打 率 | 出 塁 率 | 長 打 率 | O P S |
| --------- | --------- | ----- | ----- | ----- | ----- | ----- | -------- | -------- | -------- | ----- | ----- | ----- | -------- | ----- | ----- | ----- | ----- | ----- | ----- | -------- | ----- | -------- | -------- | ----- |
| 2012      | ATL       | 49    | 182   | 166   | 17    | 48    | 8        | 2        | 3        | 69    | 19    | 1     | 0        | 0     | 3     | 12    | 1     | 1     | 21    | 5        | .289  | .335     | .416     | .751  |
| 2013      | ATL       | 157   | 658   | 606   | 76    | 150   | 27       | 6        | 17       | 240   | 59    | 6     | 5        | 5     | 4     | 40    | 1     | 3     | 55    | 16       | .248  | .296     | .396     | .692  |
| 2014      | ATL       | 146   | 576   | 540   | 44    | 132   | 18       | 4        | 7        | 179   | 46    | 4     | 5        | 2     | 2     | 32    | 4     | 0     | 60    | 25       | .244  | .286     | .331     | .617  |
| 2015      | ATL       | 147   | 583   | 535   | 60    | 142   | 23       | 2        | 4        | 181   | 44    | 5     | 3        | 1     | 2     | 39    | 6     | 6     | 48    | 19       | .265  | .321     | .338     | .660  |
| 2016      | LAA       | 124   | 483   | 448   | 48    | 126   | 22       | 2        | 4        | 164   | 44    | 10    | 1        | 1     | 4     | 28    | 0     | 2     | 38    | 16       | .281  | .324     | .366     | .690  |
| 2017      | LAA       | 158   | 647   | 589   | 77    | 164   | 38       | 2        | 14       | 248   | 69    | 19    | 6        | 0     | 8     | 47    | 0     | 3     | 67    | 20       | .278  | .331     | .421     | .752  |
| 2018      | LAA       | 146   | 600   | 554   | 68    | 162   | 26       | 5        | 11       | 231   | 75    | 10    | 2        | 1     | 5     | 35    | 2     | 5     | 44    | 17       | .292  | .337     | .417     | .754  |
| 2019      | LAA       | 103   | 424   | 398   | 47    | 105   | 19       | 0        | 7        | 145   | 40    | 10    | 2        | 0     | 0     | 24    | 1     | 2     | 37    | 21       | .264  | .309     | .364     | .673  |
| 2020      | LAA       | 30    | 127   | 118   | 19    | 35    | 7        | 0        | 0        | 42    | 10    | 2     | 0        | 0     | 0     | 8     | 0     | 1     | 16    | 5        | .297  | .346     | .356     | .702  |
| 2021      | MIN       | 131   | 451   | 412   | 37    | 92    | 12       | 0        | 3        | 113   | 31    | 1     | 0        | 3     | 1     | 32    | 0     | 3     | 62    | 14       | .223  | .283     | .274     | .558  |
| 2022      | CHC       | 35    | 85    | 75    | 8     | 13    | 1        | 0        | 0        | 14    | 7     | 4     | 0        | 3     | 0     | 7     | 0     | 0     | 13    | 5        | .173  | .244     | .187     | .431  |
| MLB：11年 | MLB：11年 | 1226  | 4816  | 4441  | 501   | 1169  | 201      | 23       | 70       | 1626  | 444   | 72    | 24       | 16    | 29    | 304   | 15    | 26    | 461   | 163      | .263  | .312     | .366     | .678  |

### WBCでの打撃成績
| 年 度 | 代 表    | 試 合 | 打 席 | 打 数 | 得 点 | 安 打 | 二 塁 打 | 三 塁 打 | 本 塁 打 | 塁 打 | 打 点 | 盗 塁 | 盗 塁 死 | 犠 打 | 犠 飛 | 四 球 | 敬 遠 | 死 球 | 三 振 | 併 殺 打 | 打 率 | 出 塁 率 | 長 打 率 |
| ----- | -------- | ----- | ----- | ----- | ----- | ----- | -------- | -------- | -------- | ----- | ----- | ----- | -------- | ----- | ----- | ----- | ----- | ----- | ----- | -------- | ----- | -------- | -------- |
| 2013  | オランダ | 8     | 34    | 30    | 10    | 10    | 3        | 0        | 2        | 19    | 6     | 0     | 0        | 0     | 1     | 2     | 0     | 1     | 2     | 1        | .333  | .382     | .633     |
| 2017  | オランダ | 7     | 33    | 32    | 5     | 11    | 2        | 0        | 0        | 13    | 3     | 0     | 1        | 0     | 0     | 1     | 0     | 0     | 3     | 1        | .344  | .364     | .406     |
| 2023  | オランダ | 4     | 11    | 11    | 0     | 2     | 0        | 0        | 0        | 2     | 0     | 0     | 0        | 0     | 0     | 0     | 0     | 0     | 4     | 1        | .182  | .182     | .182     |

- 太字は大会最高

### 年度別守備成績
| 年 度 | 球 団 | 遊撃（SS） | 遊撃（SS） | 遊撃（SS） | 遊撃（SS） | 遊撃（SS） | 遊撃（SS） | 二塁（2B） | 二塁（2B） | 二塁（2B） | 二塁（2B） | 二塁（2B） | 二塁（2B） |
| 年 度 | 球 団 | 試 合      | 刺 殺      | 補 殺      | 失 策      | 併 殺      | 守 備 率   | 試 合      | 刺 殺      | 補 殺      | 失 策      | 併 殺      | 守 備 率   |
| ----- | ----- | ---------- | ---------- | ---------- | ---------- | ---------- | ---------- | ---------- | ---------- | ---------- | ---------- | ---------- | ---------- |
| 2012  | ATL   | 49         | 67         | 158        | 3          | 31         | .987       | -          | -          | -          | -          | -          | -          |
| 2013  | ATL   | 156        | 240        | 499        | 14         | 94         | .981       | -          | -          | -          | -          | -          | -          |
| 2014  | ATL   | 146        | 217        | 411        | 14         | 99         | .978       | -          | -          | -          | -          | -          | -          |
| 2015  | ATL   | 147        | 235        | 444        | 8          | 126        | .988       | -          | -          | -          | -          | -          | -          |
| 2016  | LAA   | 124        | 198        | 337        | 10         | 82         | .982       | -          | -          | -          | -          | -          | -          |
| 2017  | LAA   | 158        | 235        | 436        | 14         | 99         | .980       | -          | -          | -          | -          | -          | -          |
| 2018  | LAA   | 145        | 228        | 372        | 10         | 114        | .984       | -          | -          | -          | -          | -          | -          |
| 2019  | LAA   | 102        | 137        | 276        | 11         | 56         | .974       | -          | -          | -          | -          | -          | -          |
| 2020  | LAA   | 30         | 25         | 71         | 4          | 10         | .960       | -          | -          | -          | -          | -          | -          |
| 2021  | MIN   | 131        | 167        | 322        | 12         | 67         | .976       | -          | -          | -          | -          | -          | -          |
| 2022  | CHC   | 18         | 14         | 36         | 1          | 5          | .980       | 18         | 16         | 20         | 0          | 5          | 1.000      |
| MLB   | MLB   | 1206       | 1763       | 3362       | 101        | 783        | .981       | 18         | 16         | 20         | 0          | 5          | 1.000      |

- 各年度の太字はリーグ最高
- 各年度の太字年はゴールドグラブ賞受賞

### 表彰
- ゴールドグラブ賞（遊撃手部門）：4回（2013年、2014年、2017年、2018年）
- プラチナ・ゴールド・グラブ：1回（2013年）
- 月間最優秀新人：1回（2012年6月）
- 優秀守備選手賞：4回（2013年 - 2015年、2017年）
- フィールディング・バイブル・アワード：6回（2013年 - 2018年[48]）

### 記録
- 歴代最高シーズン守備防御点:+41(2017年、遊撃手)[49]

### 背番号
- 19（2012年 - 2015年、2022年）
- 2（2016年 - 2020年）
- 9（2021年）

### 代表歴
- 2013 ワールド・ベースボール・クラシック オランダ代表
- 2017 ワールド・ベースボール・クラシック オランダ代表
- 2023 ワールド・ベースボール・クラシック オランダ代表